# Koptski Kairo
Koptski Kairo (arapski:القاهرة القبطية ) je dio Starog Kaira u glavnom gradu Egipta. Koptski Kairo obuhvaća tvrđavu Babilon, Koptski muzej, Crkvu Presvete Bogorodice, grčku crkvu Svetog Jurja i mnogo drugih koptskih crkava i povijesnih znamenitosti. Vjeruje se da je Sveta Obitelj posjetila ovo područje i ostala na mjestu Abu Serga.  Ovaj dio Kaira je uporište za kršćanstvo u Egiptu sve do islamske ere, iako većina postojećih zgrada koptske crkve u Kairu je izgrađena nakon muslimanskog osvajanja Egipta.
Postoje dokazi o naselju na ovom području već u 6. stoljeću pr. Kr., kada su Perzijanci izgradili utvrdu na Nilu, sjeverno od Memfisa. Perzijanci su sagradili i kanal iz Nila do Crvenog mora. Perzijsko naselje nazivalo se Babilon, te podsjeća na drevni grad uz Eufrat, a dobio je na važnosti, dok je grad Memphis u blizini izgubio kao i Heliopolis. Tijekom Ptolomejevog razdoblja, Babilon i njegovi ljudi su uglavnom zaboravljeni.
Tradicionalno se smatra da je Sveta Obitelj posjetila ovo područje tijekom putovanja u Egiptu, tražeći utočište od Heroda. Dalje se smatralo da je kršćanstvo počelo širiti u Egiptu kada je Sveti Marko stigao u Aleksandriju, i postao prvi patrijah, iako u vrijeme vladavine Rimljana kršćanstvo je bilo zabranjeno. Kako je lokalno stanovništvo počelo organizirati pobune, Rimljani su prepoznavanjem strateške važnosti regije preseli u neposrednu blizini u tvrđavu Babilon. 
Pod Rimljanima, Marko i njegovi nasljednici uspjeli su da preobrate znatan dio stanovništva, od poganskih vjerovanja na kršćanstvo. Kako je kršćanska zajednica u Egiptu rasla, Rimljani su počeli progone u vrijeme u cara Dioklecijana oko 300., a progon je nastavljen sve do Milanskog edikta. Koptska Crkva kasnije je odvojena od crkve Rimljana i Bizantinaca. Pod vlašću Arkadija (395-408), građene su crkve u Starom Kairu. U ranim godinama arapskog vladanja, koptima je dopušteno graditi nekoliko crkava u staroj tvrđavi na području Starog Kaira.  Koptski Muzej je osnovan 1910., te sadrži najvažnije primjere koptske umjetnosti u svijetu.

## Vanjske poveznice
- (engl.) Koptski Kairo Online
- (engl.) Turističke informacije
- (engl.) Koptski Kairo na egyptology online

Sestrinski projekti
|  | Zajednički poslužitelj ima još gradiva o temi Koptski Kairo |